# Schwelerei (Kohle)
Eine Schwelerei (auch Schwelwerk) ist eine industrielle Anlage zur Kohleveredlung, in der bei Temperaturen von 400 bis 650 °C unter Luftabschluss die Umwandlung von Braunkohle oder Steinkohle zu Schwelteer, Mittel- und Leichtöl, Schwelgas und Grudekoks erfolgt. Der Vorgang der Verschwelung wird auch Tieftemperaturverkokung, allgemein Pyrolyse genannt.

## Technologie
Schwelung ist die thermische Veredlung von Kohle, in deren Ergebnis Gase (Kohlenoxide, Wasserstoff, Methan), flüssige Produkte (Teer) und Koks entstehen. Diese thermische Umwandlung wird zur Abgrenzung von der üblichen Verkokung auch Tieftemperaturverkokung genannt. Wie bei der Verkokung fallen bei der Schwelung Koks, Teer, wässrige Kondensate und Gase an. Verschwelung findet bei Temperaturen von 400 bis 650 °C, Verkokung bei Temperaturen von 800 bis 1100 °C statt. Zwar unterscheiden sich Verkokung und Schwelung nicht grundsätzlich voneinander; infolge der unterschiedlichen Prozesstemperaturen führen sie jedoch zu verschiedenen Produkten. So enthält Teer aus der Verkokung hauptsächlich Aromaten, während Schwelteer sehr reich an Aliphaten ist.

## Produkte
Der in Schwelereien gewonnene Teer wird Schwelteer, Urteer, Primärteer, auch Braunkohlenteer beziehungsweise Steinkohlenteer genannt. Dieser Teer kann durch direkte oder indirekte Hydrierung oder Destillation zu Benzin, Dieselöl, Heizöl, Paraffin, Teerpech, Phenolen und Pyridinbasen weiterverarbeitet werden. Als Rückstandsprodukte können in Schwelereien auch Mittelöle, die direkt als Dieselkraftstoffe Verwendung finden, und/oder Leichtöle zur Herstellung von Motorenbenzin erzeugt werden. Schwelgas ist ein weiteres mögliches Produkt, welches als Stadtgas und im eigenen Schwelwerk als Heizgas genutzt werden kann. Bei der Verschwelung bleibt nach dem Abtrieb des Teers in den Schwelöfen Schwelkoks (auch Halbkoks oder Grudekoks genannt) zurück, der als Brennstoff dient oder in Generatoren zu Synthesegas umwandelbar ist.

## Geschichte

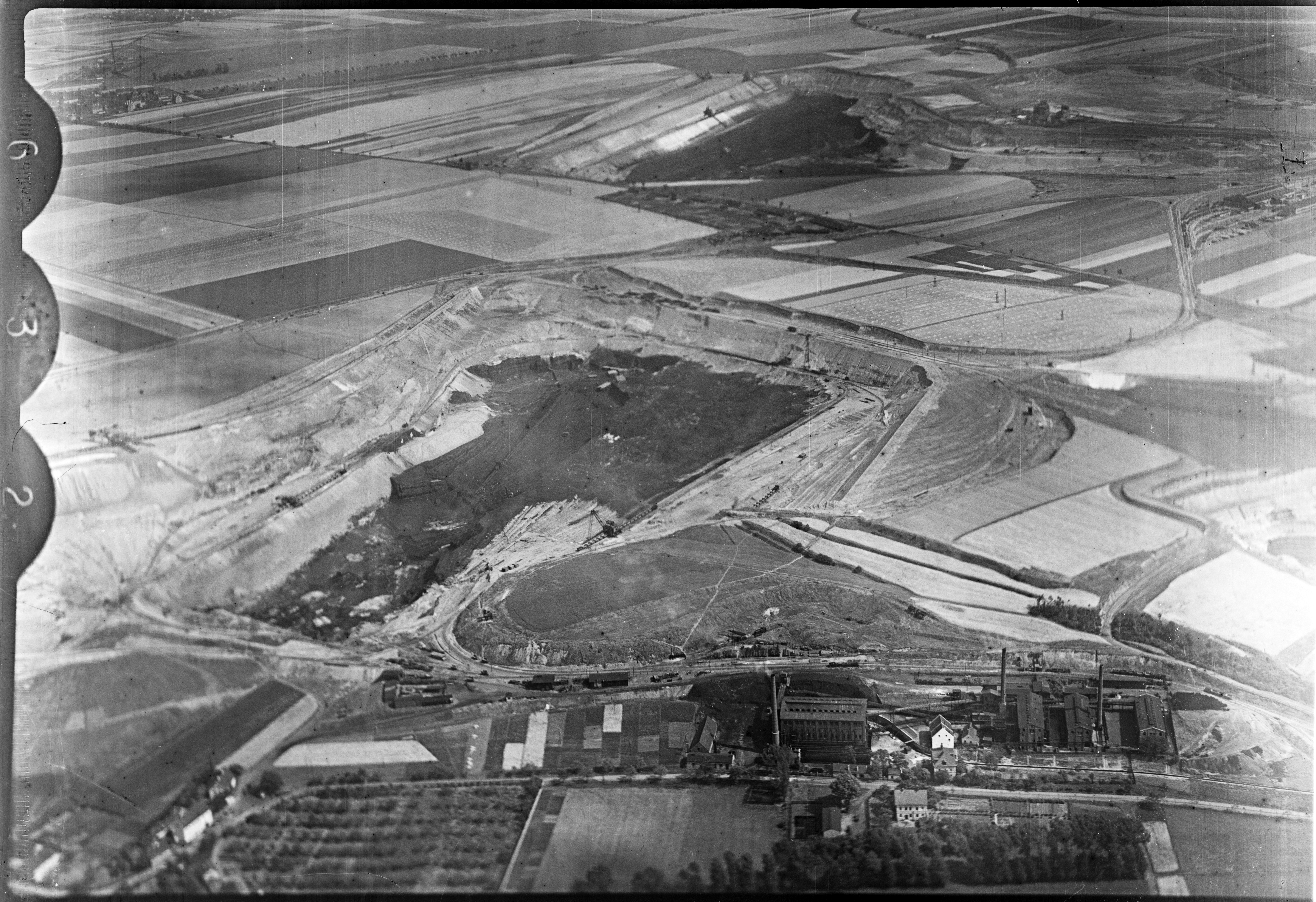
Schwelerei und Tagebaugruben bei Deuben, um 1927 (Neubau 1936, Stilllegung 1990)

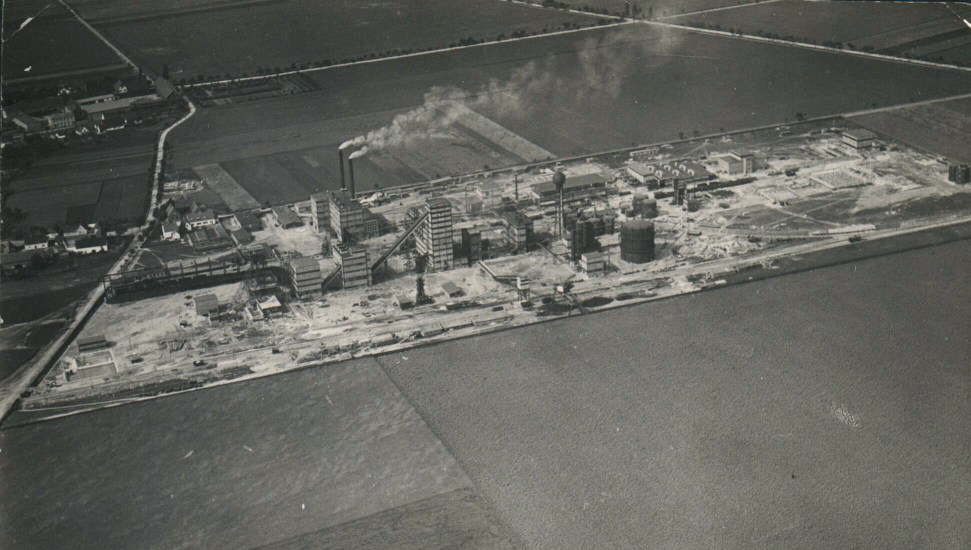
Schwelwerk Gölzau, 1928 (Stilllegung 1965)

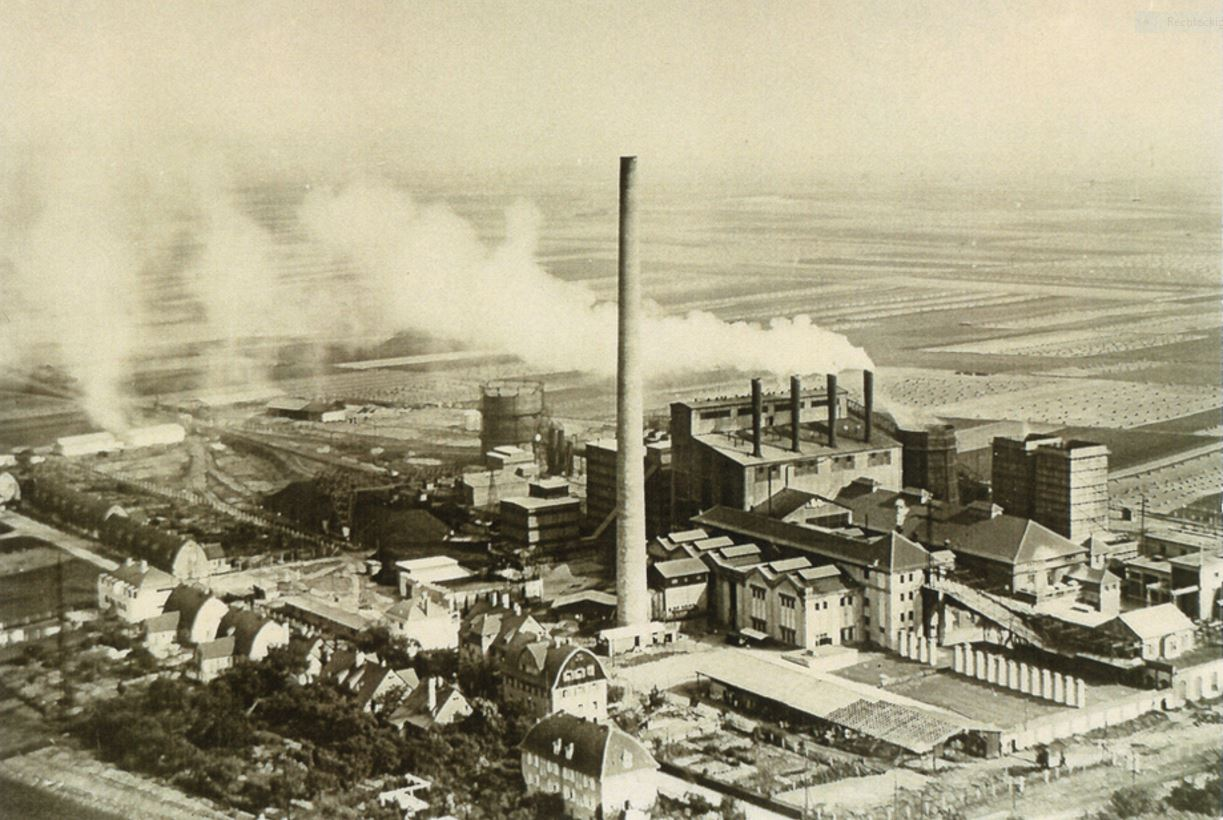
Braunkohlen-Schwel-Kraftwerk der Hessen-Frankfurt AG (HEFRAG) in Wölfersheim, 1929 (Stilllegung 1954)

Während sich die Hochtemperaturverkokung aus den Bedürfnissen der Eisen- und Stahlindustrie, des Hochofenbetriebs, entwickelte, war insbesondere in Deutschland das primäre Ziel der Verschwelung, aus Stein- und Braunkohlen möglichst viel flüssige Produkte zu erhalten. Die Anfänge der Schwelerei gehen bis ins 17. Jahrhundert zurück. Zu dieser Zeit wurden in Erdmeilern für die Pyrolyse überwiegend Holz, aber auch schon Steinkohle zur Erzeugung von Teer und Koks verwendet. Die Erträge waren gering, sodass von einer so weit zurückliegenden Schwelindustrie keine Rede sein kann.
In England führte 1851 der Chemiker James Young die Schwelerei von Bogheadkohle in einem eigens errichteten Werk ein. Sein Verfahren zur trockenen Destillation von Steinkohle und Ölschiefer bei tiefen Temperaturen wurde in England und den Vereinigten Staaten patentiert. In den nächsten zehn Jahren entstanden in nordamerikanischen Hafenorten Schwelereien und Ölraffinerien, die importierte Bogheadkohle nach dem Young-Verfahren verarbeiteten. Diese Industrie fand in den 1870er Jahren einen frühen Abschluss, als die Verwendung von texanischen Erdöl einsetzte.
In Deutschland starteten ab den 1820er Jahren verschiedene Schwelereien, die teils mit bituminösem Schiefer, teils mit Blätterkohle oder Bogheadkohle sowie Braun- und Steinkohle betrieben wurden. Allerdings verlief die Entwicklung in Deutschland vollkommen unabhängig von England und den USA.
1855 eröffnete die Sächsisch-thüringische AG für Braunkohlenverwertung im Zeitz-Weißenfelser Braunkohlerevier die erste deutsche industrielle Schwelerei nebst Paraffin- und Mineralölfabrik in Gerstewitz. Dem folgte die Schwelerei Anna-Antonie bei Deuben (1857–1931), die Berlin-Wildschützer Paraffin- und Mineralölfabrik (1857–1884) in Wildschütz (heute ein Ortsteil von Teuchern) und zahlreiche weitere Unternehmen, womit sich das Zeitz-Weißenfelser Braunkohlerevier zur „Wiege der deutschen Carbochemie“ und zu einem Pyrolysezentrum entwickelte. Die Hauptprodukte waren Leuchtöl, Paraffine, Teer und Mineralöle.
Zwischen 1822 und 1940 gingen allein im Raum Weißenfels-Zeitz 43 Schwelereien in Betrieb. 1909 wurden hier 16,3 Millionen Hektoliter Kohle zu 62.363 Tonnen Teer verschwelt. Doch ein Großteil dieser Anlagen wurde zu Beginn des 20. Jahrhunderts schon wieder stillgelegt, da Aktiengesellschaften kleinere Unternehmen verdrängten. Im Jahr 1919 liefen in Deutschland 31 Braunkohlenschwelereien, die zusammen 79.000 Tonnen Teer und 435.000 Tonnen Grudekoks herstellten.
Ab dem Jahr 1914 arbeitete das neu gegründete Kaiser-Wilhelm-Institut für Kohlenforschung intensiv auf dem Gebiet der Steinkohlenschwelung. Während des Ersten Weltkriegs wurden infolge des Erdölmangels innerhalb kürzester Zeit mit staatlichen Mitteln fünf Steinkohleschwelanlagen errichtet, vier im Ruhrgebiet, eine in Hamburg. Auch diese Werke lehnten sich in keiner Weise an englische oder US-amerikanische Vorbilder an: Ziel war nicht wie in England oder in den USA die Gewinnung von Schwelkoks, sondern die Gewinnung von Urteer, der zu Marinedieselöl und anderen Kraftstoffen verarbeitet werden konnte.
Die fünf Steinkohleschwelwerke arbeiteten mangels ausgereifter Technologie unwirtschaftlich, weshalb kurz nach dem Ersten Weltkrieg ihr Abbruch erfolgte. Infolge der Autarkiebestrebungen in der Weimarer Republik wurde ab Beginn der 1920er Jahre die Forschung und Entwicklung der Kohleveredlung erheblich intensiviert. Den Durchbruch zu Großleistungs-Schwelanlagen bei der Verarbeitung von Braunkohle brachte der Lurgi-Spülgas-Schwelofen, dessen Entwicklung 1925 aufgenommen wurde. Moderne Schwelwerke entstanden zu dieser Zeit in verschiedenen deutschen Braunkohlerevieren; 1929 existierten 21 Braunkohleschwelereien in der Provinz Sachsen, drei in Hessen, drei in Anhalt und je eine in Sachsen, Thüringen, Oldenburg und Württemberg.
Auch Steinkohleschwelanlagen waren 1929 in Deutschland in Betrieb; sie arbeiteten unter Bewegung des Schwelguts, hauptsächlich in Drehöfen der Firmen Fellner & Ziegler und Thyssen, befanden sich aber insbesondere im Ruhrgebiet bei Krupp und auf Zeche Mathias Stinnes in einem neuen Abschnitt der Entwicklung. Die Grundlagenforschung der Steinkohlenschwelerei war eng mit den Chemikern Franz Fischer, Hans Tropsch und Fritz Müller verknüpft, die in der Verbindung von Schwelung und Kohlenwasserstoff-Synthese beziehungsweise Hydrierverfahren eine optimale Ausnutzung des Chemierohstoffes Kohle sahen. So ergaben die späteren Hydrier- und Synthesewerke weit höhere Ausbeute als herkömmliche Schwelverfahren, wobei einige der Werke mit den eigentlichen Prozess der Kunstölerzeugung gekoppelt waren.
Von den deutschen Steinkohlen eigneten sich die Kohlearten aus dem Saarrevier und dem Oberschlesischen Revier nicht für die Hochtemperaturverkokung, wohl aber für die Verschwelung. Im Ruhrgebiet fanden sich besonders gute Steinkohlevorkommen für die Verschwelung im nördlichen Teil der Emscher und der Lippe. Die Verschwelung von Steinkohle gelangte erstmals 1937 auf den Anlagen der Krupp Treibstoffwerke in Wanne-Eickel zur großindustriellen Durchführung. In Kombination mit einer Fischer-Tropsch-Anlage gingen hier 67 Otto-Hoffmann-Regenerativ-Koksöfen und eine großtechnische Schwelanlage mit sechs Krupp-Lurgi-Schwelöfen (Durchsatz 200.000 t/a) in Betrieb. Der Otto-Hoffmann-Regenerativofen konnte mit eigenem Gas beheizt werden und erzeugte noch Überschussgas, das weiterverkauft als Leuchtgas hohe Zusatzgewinne versprach. In der Folge nahmen verschiedene Unternehmen den Betrieb von leistungsstarken Steinkohlenschwelereien auf, unter anderem Hoesch-Benzin in Dortmund, Schaffgotsch-Benzin in Schlesien und Zeche Heinitz bei Neunkirchen (Saar).
In den deutschen Braunkohleschwelwerken wurden ab 1935 nur noch Schwelöfen von Lurgi verbaut. Im gleichen Jahr ging in Böhlen bei Leipzig eines der größten deutschen Schwelwerke in Betrieb. Mit einem Durchsatz von 1,5 Millionen Tonnen Briketts konnte diese Schwelerei jährlich 200.000 Tonnen Braunkohlenteer erzeugen, während der Großteil des Grudekokses zur Staubkohlenfeuerung in das gleichzeitig errichtete Böhlener Großkohlekraftwerk und zur Vergasung in Winkler-Generatoren zur Synthesegasherstellung gelangte. In unmittelbarer Nähe errichtete die Brabag eine große Bergius-Pier-Anlage zur Weiterverarbeitung des gewonnenen Schwelteers.
Während beim Bergius-Pier-Verfahren alle in Frage kommenden festen, flüssigen, wasserstoffarmen und wasserstoffreichen Rohstoffe (Stein- und Braunkohle, Teere, Koks, Schwelkoks, Schieferöle etc.) verarbeitet werden konnten, basierte das Fischer-Tropsch-Verfahren damals in erster Linie auf der Umwandlung fester Brennstoffe (vor allem Schwelkoks) in Synthesegas. Neben Hydrier- und Synthesewerken entstanden zwischen 1935 und 1945 in Deutschland noch weitere Großschwelereien, die Tagesleistungen von mehreren Tausend Tonnen Schwelkohle besaßen. Allein in deutschen Braunkohleschwelwerken arbeiteten 96 Lurgi-Schwelöfen, die zusammen jährlich 1,1 Millionen Tonnen Teer erzeugen konnten. 1938 wurde in Espenhain der Grundstein für einen der damals größten Industriekomplexe Deutschlands gelegt. In kurzer Zeit realisierte die ASW das gigantische Bauvorhaben und errichtete zwischen 1938 und 1944 die bis dahin größte Brikettschwelerei der Welt und das modernste Kraftwerk Deutschlands.
Nach 1945 fand die Verschwelung von Kohle in den Westzonen zunehmend keine Anwendung mehr, da jener erfolgreiche Verdrängungsprozess durch Erdöl und Erdgas einsetzte, dem im Westen Deutschlands bis auf die Hochtemperatur-Kokereien alle thermisch-chemischen Kohleveredlungsanlagen innerhalb kurzer Zeit zum Opfer fielen.
In der DDR wurden Schwelwerke mangels Erdöl zur Treibstoffgewinnung bis 1990 betrieben. Die giftigen und übelriechenden Schwelerei-Abwässer waren eine Hauptursache der Umweltbelastung, insbesondere in den Flüssen. Beim Rückbau der ehemaligen Kohleindustrieanlagen der DDR im Zuge der deutschen Wiedervereinigung gehörten die Schwelwerke zu den an erster Stelle stillgelegten Betriebsteilen. Zu den größten Schwelereien zählten bis 1990 das Kombinat Espenhain, das Industriekraftwerk Deuben sowie die Werke in Böhlen und Rositz.